# Holomorf (schimmel)
De term holomorf omvat zowel het anamorfe (ongeslachtelijke) als het teleomorfe (geslachtelijke) stadium van een schimmel behorend tot de ascomyceten.
Bij synanamorfe schimmels, die onder ander voorkomen bij het geslacht Trichoderma, is er naast een holomorfe vorm ook een anamorfe en teleomorfe vorm.
Gezien teleomorf en anamorf uiterlijk op geen enkele wijze op elkaar lijken was het tot ver in de 20e eeuw vaak niet mogelijk een koppeling te zien tussen de beide stadia. Dit heeft tot de tot vandaag taxonomisch geaccepteerde situatie geleid dat twee verschillende levensstadia van één en dezelfde schimmel in verschillende vormtaxa ("soorten") ingedeeld werden en daarmee ook verschillende namen kregen. 
Zo is de geslachtelijke verschijningsvorm van de bladvlekkenziekte bij gewone tarwe bijvoorbeeld onder de naam Mycosphaerella graminicola bekend, terwijl Septoria tritici het ongeslachtelijke stadium voorstelt. Bij zonnebloemmeeldauw op komkommer is dit Sphaerotheca fusca respectievelijk Podosphaera xanthii. 
Met behulp van moleculairgenetische methoden wordt vandaag echter bij steeds meer van deze vormtaxa de koppeling ontdekt, zodat de vroegere indeling van het ongeslachtelijke stadium in een eigen afdeling, de Fungi imperfecti (Deuteromycota), overbodig wordt.